# Suppa
Suppa är en ö i Finland. Den ligger i sjön Päijänne och i kommunen Kuhmois i landskapet Mellersta Finland, i den södra delen av landet, 150 km norr om huvudstaden Helsingfors. Öns area är 7,7 hektar och dess största längd är 0,5 kilometer i sydväst-nordöstlig riktning.